# Termosfera

Strati dell'atmosfera

La termosfera è il quarto di cinque strati dell'atmosfera terrestre, compresa tra la mesosfera e l'esosfera, dai 95 km ai 500 km circa di quota.

## Caratteristiche
Prende il nome dal greco termos, che sta ad indicare uno strato molto caldo: questa regione dell'atmosfera è caratterizzata infatti da un continuo aumento della temperatura con l'altezza: secondo dati e calcoli teorici recenti tra i 110 e i 120 km essa dovrebbe essere già risalita a 0 °C, a 150 km si aggirerebbe intorno ad alcune centinaia di gradi sopra lo zero ed al limite superiore, in prossimità della termopausa, supererebbe il migliaio di gradi. 

Tuttavia questi dati si riferiscono alla temperatura cinetica delle particelle, che le fa viaggiare a una velocità di poco inferiore alla velocità di fuga. A 100 km di quota si trova la linea di Kármán, posta come limite convenzionale tra voli aeronautici e voli astronautici. Qui cominciano ad incendiarsi e a disintegrarsi le meteore, corpi solidi che provengono dallo spazio.

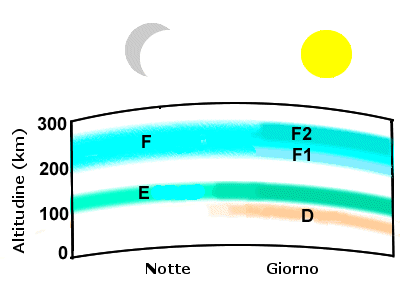
Strati della Ionosfera. Di notte sono presenti gli strati E e F. Durante il giorno si forma lo strato D, e gli strati E e F divengono molto più forti. Spesso durante il giorno lo strato F si differenzia in F1 e F2.

Nella termosfera si trova la ionosfera, lo strato dell'atmosfera terrestre che riflette le onde radio, in particolare gli strati D, E, F1 e F2 sono in grado di riflettere le onde radio lunghe, medie, corte e cortissime. Grazie a questo strato atmosferico è possibile che le trasmissioni radio possano essere trasmesse in più punti della superficie terrestre. Invece le trasmissioni televisive, che comunque rientrano nel campo delle trasmissioni radio, poiché usano frequenze spesso al di sopra delle massime frequenze riflesse dalla ionosfera, possono richiedere l'intermediazione di satelliti che ritrasmettano il segnale verso terra.